# Orense Sporting Club
O Orense Sporting Club, também conhecido como Orense, é um clube esportivo equatoriano da cidade de Machala, na província de El Oro, fundado em 15 de dezembro de 2009. Sua principal atividade é o futebol, onde atualmente participa da LigaPro Série A, a primeira divisão do futebol profissional do Equador. Manda seus jogos no Estádio 9 de Mayo da Federación Deportiva de El Oro, também localizado em Machala, que tem capacidade aproximada para 16 456 torcedores.

## História
O Orense nasceu em 15 de dezembro de 2009 como um clube multi-esportivo, com seções de futebol, basquete, natação e tênis. Desde 28 de março de 2012, o clube está registrado no Ministério do Esporte do Equador como Club Especializado Formativo Orense Sporting Club, mas é conhecido simplesmente como Orense Sporting Club.
O clube foi campeão provincial à nível de Segunda Categoría da Asociación de Fútbol Profesional de El Oro (AFO) em 2012, 2015 e 2017, e vice-campeão em 2013, 2014 e 2016. Foi vice-campeão da Segunda Categoría de 2017 e conseguiu o tão sonhado acesso à Série B junto com o campeão Puerto Quito (atual Atlético Santo Domingo). Em 2019, na sua segunda temporada na Série B, o clube da cidade de Machala conquistou o título da divisão e o acesso histórico à divisão de elite do futebol equatoriano junto com o vice-campeão Liga Deportiva Universitaria de Portoviejo.

## Títulos
| NACIONAIS        | NACIONAIS                | NACIONAIS | NACIONAIS                                       |
| Divisão          | Competição               | Títulos   | Temporadas                                      |
| ---------------- | ------------------------ | --------- | ----------------------------------------------- |
| Primeira Divisão | Série A                  | 0         |                                                 |
| Segunda Divisão  | Série B                  | 1         | 2019                                            |
| Terceira Divisão | Segunda Categoría        | 0         | Vice-campeão: 2017                              |
| PROVINCIAIS      |                          |           |                                                 |
| Divisão          | Competição               | Títulos   | Temporadas                                      |
| Primeira Divisão | Segunda Categoría da AFO | 3         | 2012, 2015, 2017 Vice-campeão: 2013, 2014, 2016 |